# Thiriya Nizamat Khan
Thiriya Nizamat Khan es un pueblo y nagar Panchayat situado en el distrito de Bareilly en el estado de Uttar Pradesh (India). Su población es de 23184 habitantes (2011). 

## Demografía
Según el  censo de 2011 la población de Thiriya Nizamat Khan era de 23184 habitantes, de los cuales 11976 eran hombres y 11208 eran mujeres. Thiriya Nizamat Khan tiene una tasa media de alfabetización del 50%, inferior a la media estatal del 67,68%: la alfabetización masculina es del 56,36%, y la alfabetización femenina del 43,15%.